# عزرا-نحیما
عزرا-نحیما (عبری: עזרא נחמיה‎) کتابی است در کتاب مقدس عبری که در بخش مکتوبات (تنخ) یافت شده‌است، در اصل با عنوان عبری عزرا (به عبری: עזרא، 'Ezrā) یافت می‌شود. این کتاب دوره‌ای از سقوط بابل در سال ۵۳۹ قبل از میلاد تا نیمه دوم قرن پنجم قبل از میلاد را پوشش می‌دهد و از مأموریت‌های پی در پی زروبابل، عزرا و نحمیا و تلاش آنها برای بازگرداندن پرستش خدای اسرائیل و ایجاد یک جامعه پاک یهودی به اورشلیم می‌گوید. این تنها بخشی از کتاب مقدس است که دوره ایرانی تاریخ کتاب مقدس را روایت می‌کند.